# Chung kết Cúp C1 châu Âu 1961
Trận chung kết Cúp C1 châu Âu năm 1961 là trận chung kết thứ sáu của Cúp các đội vô địch bóng đá quốc gia châu Âu, ngày nay là UEFA Champions League. Đây là trận đầu giữa S.L. Benfica của (Bồ Đào Nha và FC Barcelona của Tây Ban Nha trên Sân vận động Wankdorf ở Berne vào ngày 31 tháng 5 1961.

## Chi tiết trận đấu
| Benfica                                       | 3–2 | Barcelona               |
| --------------------------------------------- | --- | ----------------------- |
| Águas 31' · Ramallets 32' (l.n.) · Coluna 55' |     | Kocsis 21' · Czibor 75' |

| Benfica | Barcelona |

| SL BENFICA:                                     |    |                          |
|                                                 |    |                          |
| TM                                              | 1  | Alberto da Costa Pereira |
| HV                                              | 2  | Mario João               |
| HV                                              | 3  | Germano de Figueiredo    |
| HV                                              | 4  | Angelo Martins           |
| HV                                              | 5  | José Neto                |
| TV                                              | 6  | Fernando Cruz            |
| TV                                              | 7  | José Augusto             |
| TV                                              | 8  | Joaquim Santana          |
| TV                                              | 9  | José Águas (ĐT)          |
| TĐ                                              | 10 | Mário Coluna             |
| TĐ                                              | 11 | Domiciano Cavém          |
| Huấn luyện viên:                                |    |                          |
| Béla Guttmann Trợ lý trọng tài Trọng tài thứ tư |    |                          |

| FC BARCELONA:    |    |                            |
|                  |    |                            |
| TM               | 1  | Antoni Ramallets (ĐT)      |
| HV               | 2  | Alfonso "Foncho" Rodriguez |
| HV               | 3  | Enric Gensana              |
| HV               | 4  | Sigfrido Gracia            |
| HV               | 5  | Martín Vergés              |
| TV               | 6  | Jesús Garay                |
| TV               | 7  | Ladislao Kubala            |
| TV               | 8  | Sándor Kocsis              |
| TV               | 9  | Evaristo de Macedo         |
| TĐ               | 10 | Luis Suárez                |
| TĐ               | 11 | Zoltán Czibor              |
| Huấn luyện viên: |    |                            |
| Enrique Orizaola |    |                            |